# Торріон (округ Торренс, Нью-Мексико)
Торріон (англ. Torreon) — переписна місцевість (CDP) в США, в окрузі Торренс штату Нью-Мексико. Населення — 167 осіб (2020).

## Географія
Торріон розташований за координатами 34°43′27″ пн. ш. 106°18′3″ зх. д. / 34.72417° пн. ш. 106.30083° зх. д. (34.724134, -106.300827).  За даними Бюро перепису населення США в 2010 році переписна місцевість мала площу 21,36 км², уся площа — суходіл.

## Демографія
Згідно з переписом 2010 року, у селищі мешкало 237 осіб у 95 домогосподарствах у складі 65 родин. Густота населення становила 11 особа/км².  Було 134 помешкання (6/км²).
Расовий склад населення:
| - 61,6 % — білих - 0,8 % — корінних американців - 0,4 % — чорних або афроамериканців - 34,2 % — осіб інших рас |

До двох чи більше рас належало 3,0 %. Частка іспаномовних становила 72,2 % від усіх жителів.
За віковим діапазоном населення розподілялося таким чином: 20,3 % — особи молодші 18 років, 63,7 % — особи у віці 18—64 років, 16,0 % — особи у віці 65 років та старші. Медіана віку мешканця становила 47,8 року. На 100 осіб жіночої статі у селищі припадало 111,6 чоловіків;  на 100 жінок у віці від 18 років та старших — 98,9 чоловіків також старших 18 років.
Цивільне працевлаштоване населення становило 53 особи. Основні галузі зайнятості: виробництво — 66,0 %, науковці, спеціалісти, менеджери — 34,0 %.